# Carol Ann Duffy
Carol Ann Duffy (23 de Dezembro de 1955) é uma poetisa e dramaturga britânica.
É professora de poesia contemporânea na Universidade Metropolitana de Manchester e foi poetisa Laureada desde Maio de 2009, posição da qual se demitiu em 2019.
Foi a primeira mulher, poetisa nascida na Escócia e a primeira poeta LGBT a ocupar esta posição.

## Primeiros anos
Carol Ann Duffy nasceu numa família católica romana nos Gorbals, uma parte pobre de Glasgow. Filha de Mary (née Black) e Frank Duffy, um instalador eletricista. Os avós maternos eram irlandeses e o pai tinha avós irlandeses. Duffy é a mais velha dos cinco, tem quatro irmãos; Frank, Adrian, Eugene e Tim. A família mudou-se para Stafford, Inglaterra, quando Duffy tinha seis anos. O pai trabalhava na English Electric. Ele era um sindicalista, e foi candidato parlamentar do Partido Trabalhista em 1983, além de administrar o clube de futebol Stafford FC.

## Carreira
Some days, although we cannot pray, a prayer

utters itself. So, a woman will lift

her head from the sieve of her hands and stare

at the minims sung by a tree, a sudden gift.

Some nights, although we are faithless, the truth

enters our hearts, that small familiar pain;

then a man will stand stock-still, hearing his youth

in the distant Latin chanting of a train.

From "Prayer", 
Mean Time, Anvil, 1994
 Duffy esteve quase a ser no eada poeta laureado do Reino Unido em 1999 após a morte de Ted Hughes, mas perdeu a posição para Andrew Motion. Duffy disse que não teria aceite a posição naquele momento, porque estava numa relação com a poetisa escocesa Jackie Kay, tinha uma filha pequena e não teria recebido bem a atenção do público. No mesmo ano, foi eleita bolsista da Royal Society of Literature .
Foi nomeada poeta Laureate em 1 Maio de 2009, quando o mandato de 10 anos com a Motion terminou. Duffy foi apresentada no South Bank Show com Melvyn Bragg em Dezembro 2009 e em 7 Dezembro ela entregou o Turner Prize ao artista Richard Wright.
Duffy recebeu um doutorado honorário da Universidade Heriot-Watt em 2009.
Em 2015, Duffy foi eleita membro honorário da Academia Britânica.

### Poeta laureada
No seu primeiro poema como poeta laureada, Duffy afrontou o escândalo sobre as despesas dos parlamentares britânicos no formato de um soneto. O segundo, " Last Post ", foi encomendado pela BBC para marcar as mortes de Henry Allingham e Harry Patch, os últimos soldados britânicos sobreviventes da Primeira Guerra Mundial. O terceiro, "Os Doze Dias do Natal de 2009", aborda eventos atuais como a extinção de espécies, a conferência sobre mudanças climáticas em Copenhaga e a crise bancária e a guerra no Afeganistão. Em Março 2010, escreveu "Aquiles (para David Beckham)" sobre a lesão no tendão de Aquiles que deixou David Beckham fora da equipe de seleção do futebol inglês na Taça do Mundo da FIFA 2010; o poema foi publicado no The Daily Mirror e trata a cultura moderna de celebridades como uma espécie de mitização. "Silver Lining", escrito em Abril 2010, aborda as aterragens forçadas a vôos causadas pelas cinzas do vulcão islandês Eyjafjallajökull. Em 30 Agosto 2010, ela estreou seu poema "Vigil" para a Vigília da Luz do Orgulho de Manchester em memória de pessoas LGBTQ que perderam a vida devido ao HIV / SIDA.
Na revista Stylist,  Duffy disse quando se tornou poeta laureada: "Não há nenhuma exigência. Pedem-me para fazer certas coisas e até ao momento tenho tido prazer em fazê-las." Ela também falou sobre ser nomeada para o papel pela rainha Elizabeth II, dizendo: "Ela é adorável! Já a conhecia antes de me tornar poeta laureada, mas quando fui nomeada tive uma 'audiência' com ela, o que significa que ficámos sozinhas, no palácio, pela primeira vez. Conversámos sobre poesia. A sua mãe era amiga de Ted Hughes, cuja poesia admiro muito. Falámos sobre a influência dele em mim. "

## Poesia

### Estilo
A obra de Duffy explora a experiência quotidiana e a vida rica em fantasia, dela e dos outros. Ao dramatizar cenas da infância, adolescência e vida adulta, ela descobre momentos de consolo através do amor, da memória e da linguagem. Charlotte Mendelson escreve no The Observer : 
 Parte do talento de Duffy- além do seu ouvido para eloquência comum, as suas linhas belas, poderosas e descartáveis, a subtileza- são o ventriloquismo dela. Como os maiores romancistas ... ela desliza dentro e fora da vida dos seus personagens num fluxo de posses, aspirações, expressões idiomáticas e reviravoltas. No entanto, é também viajante do tempo e muda de forma, esvoaçando sem esforço de Troy a Hollywood, galáxias aos intestinos,  pele descamada às lojas, enquanto outros poetas mal conseguem descrever um beijo, um pontapé, uma carta ... de nuances verbais a saltos imaginativos em expansão pela mente, as suas palavras parecem arrancadas das mentes dos não-poetas, isto é, ela faz tudo parecer fácil. 

### Nas escolas
Os seus poemas são estudados em escolas britânicas nos níveis ISC, GCSE, National 5, A-level e High. Em Agosto 2008, Education for Leisure, um seu poema sobre violência, foi retirado da antologia de poesia GCSE do comitê de exames da AQA, após uma reclamação a sobre sobra as suas referências ao crime de esfaqueamento e um peixe dourado a ser atirado na sanita. O poema começa: "Hoje vou matar alguma coisa. Qualquer coisa. / Já me cansei de ser ignorado e hoje / vou brincar com Deus. " O protagonista mata uma mosca, depois um peixe dourado. O periquito entra em pânico e o gato esconde-se. Termina com ele, ela ou eles, saindo de casa com uma faca. "As calçadas brilham de repente. Toco o teu braço."
Para o novo Curso Superior de Inglês para Qualificações Nacionais na Escócia, os editores de Duffy, RCW Literacy Agency, recusaram que o seu poema, "Originalmente", fosse publicado no jornal.
Uma adaptação modernizada de Everyman de Carol Ann Duffy, com Chiwetel Ejiofor no papel-título, esteve em palco no Teatro Nacional entre Abril e Julho de 2015.

## Vida pessoal
Aos 16 anos, Duffy iniciou uma relação com o poeta Adrian Henri, morando com ele até 1982. Mais tarde, Duffy conheceu a poetisa Jackie Kay, com quem manteve uma relação de 15 anos. Durante a relação com Kay, Duffy deu à luz uma filha, Ella (nascida em 1995), cujo pai biológico é o poeta Peter Benson.
Criada como Católica pelos pais, Duffy tornou-se ateísta aos 15 anos. No entanto, mencionou a influência que a educação religiosa teve na sua poesia, afirmando: "Poesia e oração são muito parecidas".
Ela é abertamente lésbica.

## Honras e prémios
Duffy possui doutorados honorários na Universidade de Dundee, na Universidade de Hull, na Universidade de St Andrews e na Universidade de Warwick, além duma bolsa de estudos honorária na Homerton College, Cambridge.
Foi nomeada Oficial da Ordem do Império Britânico (OBE) em 1995, Comandante da Ordem do Império Britânico (CBE) em 2002 e Senhora Comandante da Ordem do Império Britânico (DBE) no Ano Novo de 2015 por serviços à poesia.

## Obras - coleções de poesia, livros para crianças e peças de teatro
- 1974: Fleshweathercock and Other Poems. Outposts ltd.[33]
- 1977: (with Adrian Henri) Beauty and the Beast (poetry)
- 1982: Fifth Last Song. Headland (poetry)
- 1982: Take My Husband (play)[33]
- 1984: Cavern of Dreams (play)
- 1985: Standing Female Nude. Anvil Press Poetry (poetry)
- 1986: Little Women, Big Boys (play)
- 1986: Loss (radio play)
- 1986: Thrown Voices. Turret Books, pamphlet (poetry)[34]
- 1987: Selling Manhattan. Anvil Press Poetry (poetry)
- 1990: The Other Country. Anvil Press Poetry (poetry)
- 1992: I Wouldn't Thank You for a Valentine (ed.) Viking (poetry anthology)[35]
- 1992: William and the Ex-Prime Minister. Anvil Press Poetry, pamphlet, (poetry).
- 1993: Mean Time Anvil Press Poetry (poetry)
- 1994: Anvil New Poets Volume 2. (Ed.) Penguin (poetry anthology)[36]
- 1994: Selected Poems. Penguin (poems)
- 1995: Penguin Modern Poets 2 with Vicki Feaver and Eavan Boland. Penguin. (Poetry)
- 1996: Grimm Tales. Faber and Faber. (Play)
- 1996: Salmon – Carol Ann Duffy: Selected Poems. Salmon Poetry. (Poetry)
- 1996: Stopping for Death. Viking (poetry anthology)
- 1997: More Grimm Tales. Faber and Faber (children's play)
- 1998: The Pamphlet. Anvil Press Poetry (poetry)
- 1999: Meeting Midnight. Faber and Faber (children's poetry)
- 1999: The World's Wife Anvil Press Poetry (poetry)
- 1999: Time's Tidings: Greeting the 21st Century. (Ed.)  Anvil Press Poetry (poetry anthology)
- 2000: The Oldest Girl in the World. Faber and Faber (children's poetry)
- 2001: Hand in Hand: An Anthology of Love Poems. (Ed.)  Picador (poetry anthology)
- 2002: Feminine Gospels. Picador
- 2002: Queen Munch and Queen Nibble., Macmillan Children's Books.
- 2002: Underwater Farmyard. Macmillan Children's Books. (Children's book)
- 2003: The Good Child's Guide to Rock N Roll. Faber and Faber. (Children's poetry)
- 2003: Collected Grimm Tales  (with Tim Supple). Faber and Faber. (Children's book)
- 2004: Doris the Giant. (Children's literature, picture book)
- 2004: New Selected Poems. Picador
- 2004: Out of Fashion: An Anthology of Poems.  (Ed.) Faber and Faber (poetry anthology)
- 2004: Overheard on a Saltmarsh: Poets' Favourite Poems (Ed.) Macmillan
- 2005: Another Night Before Christmas with John Murray. (Children's poetry)
- 2005: Moon Zoo. Macmillan (children's literature, picture book)
- 2005: Rapture Picador (poetry)[37]
- 2006: The Lost Happy Endings (illustrated by Jane Ray). Penguin. (Children's book)
- 2007: Answering Back. (Ed.) Picador. (Poetry anthology)
- 2007: The Hat. Faber and Faber. (Children's poetry)
- 2007: The Tear Thief. Barefoot Books. (Children's book)
- 2009: Mrs Scrooge: A Christmas Poem (illustrated by Beth Adams). Simon & Schuster
- 2009: New & Collected Poetry for Children.  Faber and Faber. (Poetry)
- 2009: The Princess's Blankets   (illustrated by Catherine Hyde). Templar. (Children's book)
- 2009: The Twelve Poems of Christmas. (Ed.)  Candlestick Press. (Poetry)
- 2009: To The Moon: An Anthology of Lunar Poetry.  (Editor)  Picador. (Poetry)
- 2009: Love Poems. Picador. (Poetry, selected).
- 2010: The Gift. Barefoot Books. (Children's book)
- 2011: The Bees. Picador. (Poetry, selected).
- 2011: The Christmas Truce.   (illustrated by David Roberts) Picador.
- 2012: Wenceslas: A Christmas Poem.   (illustrated by Stuart Kolakovic) Picador.
- 2014: Dorothy Wordsworth's Christmas Birthday. (illustrated by Tom Duxbury) Picador.[38]
- 2018: Sincerity (Picador) ISBN 9781509893423 [39]
- 2018: Eight World's Wives Published by Andrew J Moorhouse (Fine Press Poetry http://www.finepresspoetry.com)